# 本間信治
本間 信治（ほんま のぶはる、1918年 - 1995年4月28日）は、日本の地名研究家。本名は本間 信治（のぶじ）。

## 生涯
東京生まれ。中央大学専門部商学科卒。第二次大戦のとき沖縄戦に参加。
戦後、測量会社に勤務のかたわら、地名を研究。地名研究協議会、地名文化研究会主宰。楠原佑介の師にあたる。

## 著書
- 『日本古代地名の謎』新人物往来社、1975
- 『地名伝説の謎』楠原佑介共著　新人物往来社、1976
- 『消えてゆく東京の地名』月刊ペン社、1983　のち自由国民社
- 『生きのこる 上方の地名』月刊ペン社、1986
- 『にっぽん地名紀行』新人物往来社、1992
- 『江戸東京地名事典』新人物往来社、1994
- 『江戸東京残したい地名』自由国民社、2009

## 参考
- 江戸東京 残したい地名 - 紀伊国屋書店BookWeb